# Paul Zbyszewski
Paul Zbyszewski er en amerikansk producer og manuskriptforfatter. Han har bl.a. skrevet og produceret afsnit af successerien Lost.

## Eksterne links
- Paul Zbyszewski på Internet Movie Database (engelsk)
- Paul Zbyszewski på Filmdatabasen
- Paul Zbyszewski på Scope
- Paul Zbyszewski på Svensk Filmdatabas (svensk)
- Paul Zbyszewski på AlloCiné (fransk)
- Paul Zbyszewski på AllMovie (engelsk)
- Paul Zbyszewski på The Movie Database (engelsk)